# جيمس كاروثرز ريا إيوينغ
جيمس كاروثرز ريا إيوينغ (بالإنجليزية: James Caruthers Rhea Ewing)‏ هو مبشر أمريكي، ولد في 23 يونيو 1854، وتوفي في 20 أغسطس 1925.